# 後帯状皮質
後帯状皮質（こうたいじょうひしつ、Posterior cingulate cortex）は、帯状皮質の最後部に存在し、前帯状皮質の後ろにある。また、後帯状皮質は "辺縁葉"の上部にあたる。帯状皮質は脳の正中線のまわりの領域から成っており、膨大後部皮質 (retrosplenial cortex) と楔前部を含む領域を囲んでいる. 
細胞構築学的には、後帯状皮質はブロードマンの脳地図における 23 野と 31野にあたる。

## 画像

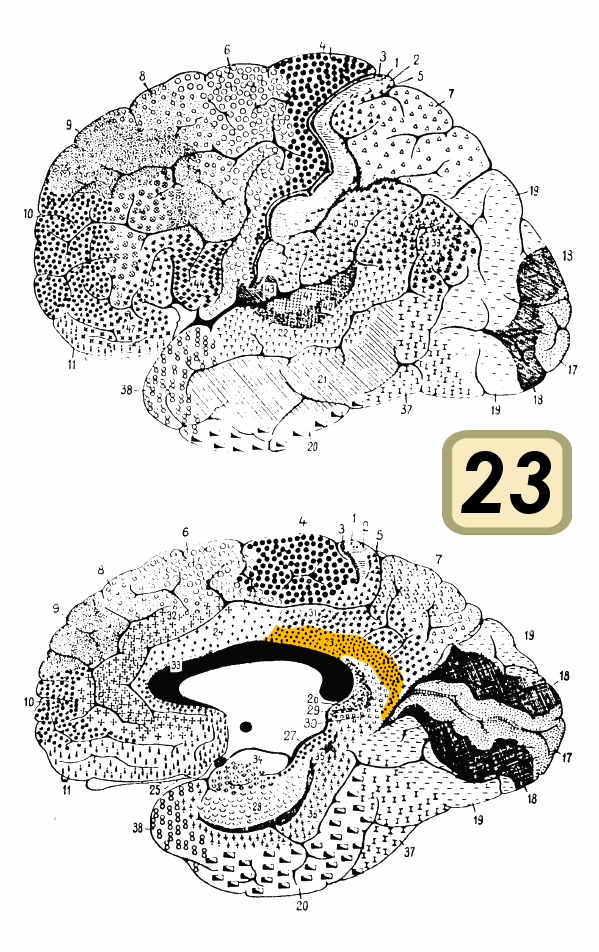
ブロードマンの脳地図における23野。
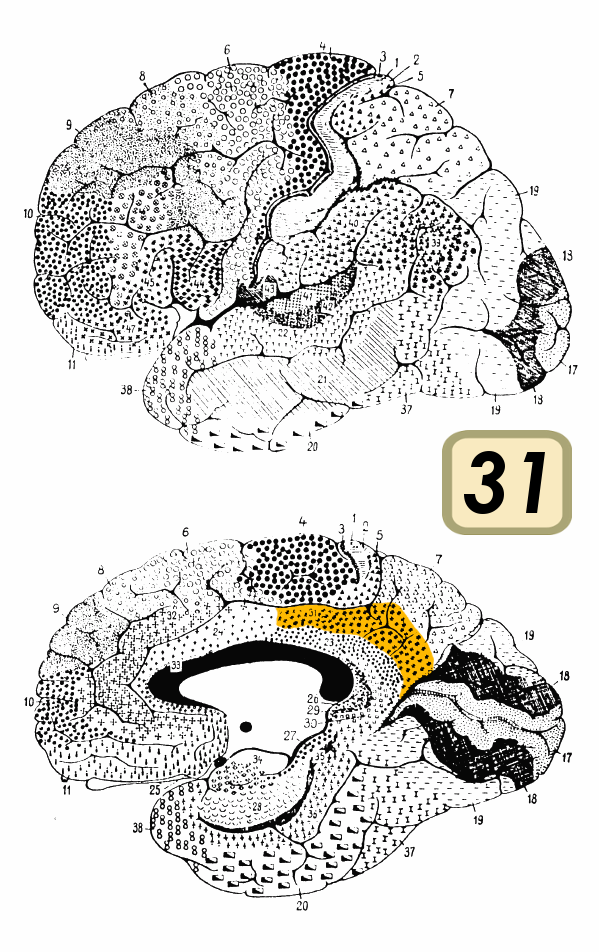
ブロードマンの脳地図における31野。